# 2K Play
2K Play，是总部设在加拿大多伦多的游戏开发商，该公司是2K Games的全资附属公司。该公司由Ari Firestone成立于1992年，当时名为Global Star Software，后来该公司出售给了Take-Two。2007年，Global Star Software改名为2K Play。